# 望祥海水浴場駅
望祥海水浴場駅（マンサンかいすいよくじょうえき、マンサンヘスヨクチャンえき）は、大韓民国江原特別自治道東海市にある韓国鉄道公社（KORAIL）嶺東線の駅である。夏季のみ列車が停車する。

## 駅構造
- 単式ホーム1面1線の地上駅。

## 歴史
- 2000年1月1日 : 臨時乗降場として開業。
- 2008年1月1日 : 旅客取扱中止。
- 2014年7月11日：旅客取扱再開（停車は夏季のみ）。

## 駅周辺
- 望祥海水浴場
- 東海鯨化石博物館

## 隣の駅
嶺東線
墨湖駅 - (望祥駅) - 望祥海水浴場駅 - (玉渓駅) - 正東津駅